# Scopula ossicolor
Scopula ossicolor är en fjärilsart som beskrevs av W. Warren 1897. Scopula ossicolor ingår i släktet Scopula och familjen mätare. Inga underarter finns listade.